# Jesse Brown
Jesse Brown, född 27 mars 1944 i Detroit, död 15 augusti 2002 i Warrenton, Virginia, var en amerikansk demokratisk politiker. Han var USA:s veteranminister 1993–1997.
Efter militärtjänst i Vietnamkriget arbetade Brown för veteranorganisationen Disabled American Veterans. Han var organisationens direktör vid tidpunkten av utnämningen till veteranministerposten. Brown drabbades av en motorneuronsjukdom och han avled i en ålder av 58 år.